# 泮洋乡
泮洋乡，是中华人民共和国福建省宁德市古田县下辖的一个乡镇级行政单位。

## 行政区划
泮洋乡下辖以下地区：
泮洋村、建兴村、炭洋村、新华村、长湾村、芹石村、后路村、中竹村、大圪村、淮溪村、后山村、凤竹村、中直村、瓦坑村和上洋村。